# Walkabout Rocks
Die Walkabout Rocks sind markante Felsvorsprünge an der Ingrid-Christensen-Küste des ostantarktischen Prinzessin-Elisabeth-Lands. Sie ragen 800 m südlich der Wyatt-Earp-Inseln am nordöstlichen Ende der Vestfoldberge auf.
Norwegische Kartographen kartierten sie anhand von Luftaufnahmen der Lars-Christensen-Expedition 1936/37. Der australische Polarforscher Hubert Wilkins landete hier am 11. Januar 1939 mit dem Schiff HMAS Wyatt Earp an. Ein weiterer Besuch erfolgte im Mai 1957 durch eine vom neuseeländischen Geologen Bruce Harry Stinear (1913–2003) geführte Mannschaft der Australian National Antarctic Research Expeditions, die dabei 1939 hier zurückgelassene Aufzeichnungen sicherte. Letztere waren eingewickelt in eine Ausgabe des australischen geographischen Magazins Walkabout, welches der Formation seinen Namen gab.